# Alain Hernández
Pour les articles homonymes, voir Hernández.
Alain Hernández est un acteur espagnol, né le 13 décembre 1975 à Barcelone en Catalogne.

## Filmographie

### Films
- 2007 : Barcelona (un mapa) de Ventura Pons : Juan Rubio
- 2008 : Reflections de Bryan Goeres : le soldat
- 2008 : 25 kilates de Patxi Amezcua : le policier
- 2009 : 7 pasos y medio de Lalo García
- 2009 : Camp d'Argelers de Felip Solé : le soldat (documentaire)
- 2009 : Trash  de Carles Torras
- 2010 : Biutiful de Alejandro González Iñárritu (non crédité)
- 2011 : Terrados de Demian Sabini : Mario
- 2013 : Marhaba de Sergi Cervera : Toni
- 2013 : El árbol sin sombra de Xavier Miralles : Fran
- 2013 : Ismael de Marcelo Piñeyro : le barman
- 2015 : Project Rwanda de Sergi Cervera : Josep
- 2015 : Ocho apellidos catalanes de Emilio Martínez-Lázaro : Mosso 2 Arnau
- 2015 : Palmiers dans la neige (Palmeras en la nieve) de Fernando González Molina : Jacobo
- 2016 : El rei borni de Marc Crehuet : David
- 2016 : La Promesse (The Promise) de Terry George : l’officier télégraphique turc
- 2016 : 73 minutos de José Pozo : Máximo
- 2016 : Insiders: Escape Plan (Plan de Fuga) de Iñaki Dorronsoro : Victor
- 2017 : Que baje Dios y lo vea de Curro Velázquez : Salva
- 2018 : Solo de Hugo Stuven : Álvaro Vizcaíno
- 2018 : Le Photographe de Mauthausen (El fotógrafo de Mauthausen) de Mar Targarona
- 2019 : 7 raons per fugir de Gerard Quinto, Esteve Soler et David Torras : le propriété
- 2019 : La influencia de Denis Rovira van Boekholt : Mikel
- 2019 : El Cerro de los Dioses de Daniel M. Caneiro

### Courts et moyens métrages
- 2009 : Lo que Walter sabe de Demian Sabini : Walter
- 2015 : 600$ de Oriol Cardús : Julián
- 2016 : La vuelta de Emilio Martínez-Borso : Lucas
- 2018 : Apolo. La juventud baila de Marc Crehuet (moyen métrage)
- 2019 : ¿Por que miente la gente? de Dídac Cervera : l’homme-taxi

### Téléfilms
- 2010 : L'edèn de Xavier Manich : Mosso d'esquadra
- 2012 : Inventari de[Qui ?] : Pascual

### Séries télévisées
- 2007 : Mar de fons (saison 1, épisode 37 : L'enigma)
- 2008 : El cor de la ciutat : Mosso (saison 8, épisode 125)
- 2008 : Ventdelplà : le sicari (2 épisodes)
- 2011-2013 : Pop ràpid : Albert (25 épisodes)
- 2013 : Le Secret (El secreto de Puente Viejo) : Ricardo Arias (3 épisodes)
- 2013-2014 : Kubala, Moreno i Manchón : ñaki (2 épisodes)
- 2013-2015 : La Riera : Tito Peña (21 épisodes)
- 2014 : B&b, de boca en boca : Santi (saison 1, épisode 6 : Paco Pinto quiere volver a su celda)
- 2014 : El dia 9 : Ciutadà
- 2015-2016 : Mar de plástico : Jorge Díaz (14 épisodes)
- 2016 : Cites : Dídac (3 épisodes)
- 2016-2017 : El accidente : Juan Espada (13 épisodes)
- 2018 : La catedral del mar : Llorenç de Bellera (saison 1, épisode 1 : Fugitivos)
- 2019 : Madres (13 épisodes)